# Маунт Холи Спрингс (Пенсилванија)
Маунт Холи Спрингс (енгл. Mount Holly Springs) град је у америчкој савезној држави Пенсилванија.

## Демографија
По попису из 2010. године број становника је 2.030, што је 105 (5,5%) становника више него 2000. године.
| Група             | 2000.         | 2010.         |
| Белци             | 1.868 (97,0%) | 1.826 (90,0%) |
| Афроамериканци    | 17 (0,9%)     | 56 (2,8%)     |
| Азијати           | 10 (0,5%)     | 7 (0,3%)      |
| Хиспаноамериканци | 23 (1,2%)     | 92 (4,5%)     |
| Укупно            | 1.925         | 2.030         |